# 町・字
町・字（ちょうあざ/まちあざ）は、日本の市区町村の区域内に設定される区域である、「町」（ちょう/まち）と「字」（あざ）を合わせた言葉である。「町又は字」「町若しくは字」「町字」などとも記される。

## 概要
町・字は、いずれも固有の名称を持ち境界を有する区域であり、土地の登記簿などにおける公的な土地の所在地や、住民票や戸籍などに記載される住所を示すのに用いられ、異なる来歴を持つが現行法により明確な区別がない「町」と「字」の2種類からなる。また「字」は「大字」（おおあざ）と「小字」（こあざ）に区分される。
例外はあるが、近世からの町、それを含む市に編入された地域や、住居表示に関する法律に基づく住居表示が施行された地域など、主に市街地に置かれた「町」と、明治の大合併前の旧町村の区域を起源とする「大字」があり、これら「町」や「大字」の中の小さな（細かい）区分として「小字」が位置付けられる。
町・字は、住民票や戸籍など日本における住所表記の基礎となる土地区分であり、住所表記の際に市区町村の後、地番（住居表示に関する法律に基づく住居表示が施行されている地域では、同法における街区符号や住居番号）の直前に記されるものである。
これら町・字の名称を大きな区分から順に（例えば、大字と小字がある土地では、大字を先、小字を後に）記し、その後に地番等を記すことで、住所（所在地）を表記する。
なお、市町村によっては住民票や戸籍などの住所の表記において小字を表記しないことから、その市町村の全域もしくは一部地域における住民票や戸籍などの住所に町又は字（小字を除く）の区域が設定されず、市町村のあとにすぐ地番を記す住所表記も少数だが存在する。
「町」と「大字」により市区町村の区域内をカバーでき、また「小字」が廃止されたり、住所の表記に用いられなくなったりしてきた経過から、全国の市区町村を区分する基礎的な区域として「大字」と「町」が用いられることがある。（人口統計や新郵便番号制度など）
地方自治法では第260条に「町若しくは字」の設置・廃止・区域変更・名称変更について規定されており、市町村議会の議決を経て、市町村長が告示することによりこれらの行政処分の効力が生ずる。
また、住居表示に関する法律第5条の2では、上記地方自治法第260条第1項の「町若しくは字の区域の新設若しくは廃止又は町若しくは字の区域若しくはその名称の変更」を、「町又は字の区域の新設等」と定義する。

## 近世の町・字

### 近世の町
近世の「町」が置かれたのは、一部の都市域などに限られており、今でいう町よりもごく小さい区画で構成されていた。城下町では武士や商工業を営む町人が同一都市で場所を分けて居住した。
城下町において、町人町は「町」、武家町は「丁」であると厳然と区別する仙台城下や
、
領主のいる城周辺の上級武士の居住地には町名が設定されず、明治になり町名を設定され、またその際に名称として「町」ではなく「丁」を用いる和歌山城のような例も見られる。
また、城下町のほか、宿場町、門前町、港町などに町を置くことが認められていた。

### 近世の村
近世で「町」が置かれたのは一部に限られ、大部分は「村」に属した。
豊臣秀吉は「太閤検地」を行い、里・保・郷・村・惣村などの末端区域を検地により境界を定めてすべて「村」とする「村切り」を行った。
江戸幕府も、慶長・寛永・正保・元禄・天保の計5回、村々の石高を大名に調べさせる検地を行った。
寛文4年（1664年）に江戸幕府が諸大名や公家・寺院などに領地を安堵する朱印状と領知目録を記した「寛文印知」を発給した。「寛文印知」に用いられる国郡名や村名は、正保期の検地成果である「正保国絵図」「正保郷帳」によるものと言われ、この「寛文印知」により全国的に近世の村が定まったと言える。

### 近世の字
近世の「字」は、『地方凡例録』によれば、村の中にある田畑・山林などの小さな地所の名前である「小名」を字（あざな）といい、帳面証文等には字（あざ）と記されるとしている。
なお、「小名」（こな）には2つの意味があり、一つは村の中の小集落を指すものであり、もう一つは、検地帳に記載された耕地名の系統の小地名をいうものであり、後者には山字なども含まれる。
歴史的にみると、10世紀に入るとそれまでの条里呼称と併用される形で、現在の小字に相当する地名が使用され始め、次第に小字表記が主流となり、太閤検地以後、「村－字」の表示が標準となった。

## 明治の町・字（市制・町村制以前）
明治になり、村の数は、江戸期の天保5年（1834年）の63,496から明治5年（1872年）には、78,200と大きく増え、町と合わせた町村数は82,778となった。
これは、幕藩体制で各村に枝村とされた村が、明治維新の変革期に藩から解放され、枝村が分村したことによる増加であるといえる。

### 地租改正事業
明治政府は、明治4年（1871年）に「戸籍法」を定め、明治5年（1872年）にいわゆる「壬申戸籍」の編製を行った。さらに土地の所有者に地券（壬申地券）の発行が行われ、それぞれの所有地に番号（地番）が付与された。
「戸籍法」による地番の付与はなかなか進まなかったことから、政府は明治6年（1873年）7月に「地租改正」の条例を布告した。
具体的には、「各村の字ごとに番号をつけ、地番（地所番号）は、官有地・民有地と地種に関係なく、一村の通し番号とすること」として、小地名である「字」ごとに検地を行い、土地台帳と「地租改正地引絵図」（切絵図・地籍図）の作成を命じた。
地租改正に伴い全国的に実施された地租改正事業（改租事業）は、明治6年（1873年）から14年（1881年）頃にかけて町および村単位に行われた。なお、地租改正の前後で、町村の数は明治5年（1872年）の82,778から明治21年（1888年）の71,497に減少している。

#### 字の整理
この地租改正事業においては、従前の字（耕地につけられた名称としての字）を基にしながらも、調査の都合の良いように小さなものをいくつかまとめたり、大きな字を分割したり適切な規模に再編成を行った。
そのため、地域によっては極めて丹念に一つ一つの小字を拾っていった村もあるが、地域差はあるものの、この地租改正において、複数の字をまとめて新しい名前の字をつけることにより、それまでの字名が多く失われたとされる。
これについて、地租改正事業に係る福島県の指示書である『実地丈量野取図心得』に、「一村中字名多数アリテ取調方不便ナルトキハ、成丈字数を減スヘシ」と記されており、実際他県に比べると字数が少ない。
一方で、茨城県では近世からの小字があまり統廃合されずに残された。
また、先述の『実地丈量野取図心得』には、「字ノ決定ノ上ハ、一字限リ字ノ番号ヲ附スヘシ」とあるが、現在の東京都日野市の区域の一部、町田市の区域の一部には、番号を用いた「字拾弐号」や、「字六号・宮ノ下」などの番号を用いた字の名称があったことが指摘されている。
石川県ではこのときに字の名称をイ、ロ、ハ…や、甲、乙、丙…、子、丑、寅…などに変更している。

#### 地番の起番単位
この地租改正時には、当時の村ごとに番号が付けられた（一村通し）が、一部では字ごとに付番された（字別付番）。このときに字ごとに付番された地域では、識別のために字を必要とすることになったが、一村（町村制以降の大字）単位で付番された村では字は一筆の識別のためには不要なものとなった。
そのため、一村通しで付番された地域では、後年字（小字）が廃止されたり、住所として表示されなくなる一方で、字ごとに付番された地域では土地の識別のために字（小字）が残されることになった。
佐藤甚次郎『神奈川県の明治期地籍図』に掲載された一覧表によれば、青森県、岩手県、秋田県の一部、宮城県、山形県の一部、石川県、愛知県の一部、香川県の一部、徳島県の一部及び熊本県の一部が、字別付番がなされた県の区域として挙げられている。

## 市制・町村制の実施（明治の大合併）
明治21年（1888年）に公布され、翌明治22年（1889年）に施行された市制・町村制により、現在もその名称が継承される市・町・村が地方自治体として成立することとなった。
明治政府は、市制町村制の公布と同時に町村の規模を300戸余りから500戸前後とする町村合併の標準を、内務大臣訓令として府県に対して提示した。
この市制町村制による大規模な町村合併（明治の大合併）により、町村の数は明治21年末の71,497から、明治22年末には15,859と、約1/5に減少した。

### 大字の成立
「大字」は、町村制の施行により新しく置いた町村内における旧町村の区域については大字として残すという内務大臣訓令において、初めて設定された。
明治の大合併で成立した大字は、全国的には「大字」の語を固有の名称に冠して「大字○○」と記し、大字の成立により、従前の字（あざ）は、「小字」（こあざ）と呼ばれるようになったが、表記については全国的には従前の「字○○」を引き継いだ。ただし、京都府内においてはこれを「小字○○」と記す例が多くみられる。
なお、人口稠密な市街では、町は大字にならず、そのまま地方自治体（市）下の町となった。

### 明治の大合併以降
明治の大合併以降で、町又は字の名称や境界に変更が加わったのは大都市が代表的な例としてみられる。
東京の都心部では、公称町の名称に大きな変更が与えられたのは大きく3つあると指摘されており、一つがそれまで町名がつけられていなかった武家屋敷に町名がつけられた明治5年ごろ、後述の住居表示に関する法律に基づく町名の大胆な整理統合のほか、関東大震災後に「帝都復興事業」として行われた町界・町名地番整理が挙げられる。

## 戦後の町・字
第二次世界大戦以降、町又は字に変化が引き起こされた要因としては、以下を挙げることができる。

### 住居表示に関する法律に基づく住居表示の施行による町・字の消滅
昭和37年（1962年）に公布・施行された住居表示に関する法律に基づく街区方式による住居表示により、道路や鉄道、河川などの恒久的なものによって区画した「街区」を単位として住居表示を行うにあたり、「町又は字」の区域が分割され、まとめられたりした。そして新たな住所となる地名としては知名度の高い町や大字の名称、響きの良い「○○台」などの名称が新たに選ばれ、その名称に番号を付した「○丁目」という町が設定された。
この住居表示により、都市部の由緒ある旧町名や、市町村内の集落としての大字の名称は、都市部及びその周辺では多くが消滅した。

### 市町村合併によるもの
第二次世界大戦以降で、大きな市町村合併としては、昭和の大合併、平成の大合併がある。
市町村合併において、合併前市町村の「町又は字」をそのまま引き継ぐ（旧町村の名称は引き継がれない）場合もある一方で、合併前の大字の名称に旧町村の名称を付して新たな大字の名称とする例も見られた。
平成の大合併では、あらたな市町村での住所表示において、旧市町村の名称を受け継ぐ名称（「○○区」）や同じ名称（「○○町」「○○村」）である合併特例区、地域自治区を設置することでその名称を「町又は字」の名の間に付す例がみられるが、それらを設置しない場合でもそれまでの「町又は字」名称の前にそのまま旧市町村の名称の「○○町」を省かずに冠した「町又は字」の名称に変更する例も多く見られる。

### その他
そのほかには、町名地番整理事業や土地区画整理事業により、従来の町又は字の名称が変更される例がみられる。
また、圃場整備などによる区画の改変により、農村部で歴史的な小字地名が失われつつある。

## 用語

### 町
「町又は字」の町（ちょう、まち）は、市区町村を構成する小区画である。
「町」の読みについて、辞典においては、概ね「ちょう」の項においても「まち」の項においても、市町村を構成する区画としての「町」の字義は記載される。また、個別の「○○町」についても、「○○ちょう」と呼ぶ例や、「○○まち」と呼ぶ例がみられる。
成立経過から概ね以下のように分類できる。複数の異なった成立経過があることから、一概に「町」といってもその性格は異なる。
①近世からの市街の町などに由来するもの
近世からの市街の町などに由来するものとして、代表的な例は、京都市街の町（ちょう）である。およそ1町分の長さの通りの両側に面した両側町に代表される、古いものでは中世以来の区画を今に受け継いでいる。また江戸城下において近世に町名のなかった武家屋敷の区画に明治になってから名称と区画が設定された町などもこれに類するものと言える。。
②市町村合併（編入）などに際して既存の字（大字・小字）を町に改めたもの
町村合併時に既存の字を廃止し、あらたに町に設定している例としては、京都市の例がある。京都市では、大正期から、編入町村の大字の名称（大字○○）・小字の名称（字△△）を用いて、「大字○○字△△」を廃し、「○○△△町」という名称の町を設定している。昭和初期の旧東京市35区（いわゆる「大東京市」）誕生時における周辺町村の編入においても同様に大字及び小字の名称と区域を利用した町の名称を付したが、住居表示に関する法律に基づく住居表示により失われた。
③住居表示に関する法律の住居表示を施行した際に設定されたもの
住居表示に関する法律に基づく住居表示においては、市街においては小さな規模の町を統合して、また郊外においては大字の地域を分合することで、「○○△丁目」といった町を設置した。東京都では町の規模について例えば住宅地では17ha（5万坪）といった標準が示された。住居表示により設置された町は、住民の自治組織の単位と合致しない例も多い。
④区画の変更などに伴うもの
土地区画整理事業や、東京都における震災復興事業、第二次世界大戦後の戦災復興事業などにより、古くは大正期から都市部を中心に、町の名称や区域の変更が行われた。大都市では一定の基準により行われ、例えば京都市では、南北の道路1本を中心に東西の道路3本を含み、1つの町の面積は概ね5,400坪、従来の小字名を尊重し東西南北上下などの字を冠するなどの基準が定められており、実際、土地区画整理事業が行われた区域では、東西南北上下などの字句のついた町名が見られる。また、住居表示に依らず町名と地番を整理する町名地番整理なども同種の事業ということができ、東京都内などでは住居表示の代わりに自治体全域で取り組まれる例も見られ、例えば調布市では市内全域で町名地番整理事業が完了している。
⑤その他
近年では、市町村合併の際に合併前の市町村の名称「○○町」を従前の大字・小字の名称の前に残したものを住所とする例がみられる。「大字△△」から「○○町△△」と名称を変更し、これを大字の名称とする例が多いが、「○○町△△」を町と位置付ける例や、「○○町」を町と位置付ける例もみられる。
個別の町の名称については、「町」や「丁目」を用いた「○○町」「○○△丁目」などが代表的なものとしてあげられ、近世からなど古くからある町名を受け継いだものはもっぱら「○○町」と表記される。一方、住居表示により設置された町は「〇〇△丁目」と「町」を除き「丁目」をつけたものが標準とされたが、のちに「○○町△丁目」といった表記もなされるようになった。また「丁目」も「町」もつけない町名も見受けられる。

### 丁
丁（ちょう）は、近世においては「町」の略として用いられ、絵図などに「〇〇町」を「〇〇丁」と記されるのをみることができる。
一方で、仙台城下では町人町は「町」、武家町は「丁」であると厳然と区別され
、和歌山市では和歌山城三の丸武家地に、現在「一番丁」から「十三番丁」の町名がつけられている。
このように、かつての武家屋敷に由来する「○○丁」があることから、城下町では商人等の町人の居住地として「町」を、武士の居住地として「丁」を区別して用いているという見方もある。
また、堺市では美原区を除き、他の市区町村での「○丁目」に相当するものを「○丁」と表記する。この表記は明治5年（1872年）の町名改正の際に導入され、以降堺市では、新たに設定される町名においても「○丁目」ではなく「○丁」を用いている。

### 丁目
丁目（ちょうめ）は、町を番地より大きく区分したものとされる。
上述のとおり、辞書において、1つの町を複数の区域に分けるものと示されることを踏まえ、「✕✕○丁目」の「✕✕」が町名であり、また丁目が複数あったとしても、町の数は1つであるとするという見方があるが、『街区方式による住居表示の実施基準』（昭和38年7月30日自治省告示第117号）における第1の1(4)では「町の名称として丁目をつける場合」においては「町の名称は、できるだけ✕✕町○丁目とはしないで✕✕○丁目とすることが適当であること。」と、「丁目」を含めて一つの町（町名）として識別しており、住居表示に関する法律の街区方式による住居表示に基づき設けられた「✕✕○丁目」については、それが一つの独立した町（名）と捉えている。また、『角川日本地名大辞典』でも町数の計算は丁目ごとに1つの町と数える方式をとっている。
「丁目」は、近世以降に成立した城下町、宿場町などにおいて、街路に面した背割り町の区域の両側町をほぼ1丁（約109m）に区分する場合に用いられる名称であったが、近代以降、特に1962年（昭和37年）に公布・施行された住居表示に関する法律に基づく住居表示制度などによる町の区域の設定においては、距離の基準をまったく失い、同じ地域名を持つ街区の区分名称として用いられる。

#### 字丁目
「○○町△丁目」という住所があった時、「○○町△丁目」で一つの固有の町名であり、「△丁目」の数字は漢数字が正式な場合が一般的であるが、横浜市の住居表示を実施してない地域では、「○○町」という町名と、「△丁目」という名称の小字である字丁目（あざちょうめ）の組み合わせの場合があり、字丁目がある場合の住所の表記は「町名」＋「字丁目」＋「番地」となる。（例：中区港町1丁目1番地」）
この横浜市の字丁目は、住居表示に関する法律の住居表示よりも古く、近世に端を発し、昭和期の町名町界整理事業まで設置された。横浜市では一部の例外を除き、住所の表記における「△丁目」は、この字丁目は算用数字で示され、住居表示により設定された一つの町名の場合は漢数字であらわされる。。
なお、全国的にみると、住居表示に関する法律以前からある「△丁目」が必ず小字というわけではなく、例えば、京都市の「本町○丁目」の歴史は近世まで遡れるが、「本町○丁目」で一つの町名である。

### 町丁・町丁目
町丁（ちょうちょう）は、『大辞林』において「市区町村内の住居表示に用いられる市街の区分。「三崎町二丁目」のように表示される。」と示される。
「町丁」の語を立項する辞典は『大辞林』のみであり、その他の辞典に「町丁」の語は見られない。また『大辞林』においても初版には町丁の項は見られず、初出は第2版である。その記載についても「「三崎町二丁目」のように表示される。」と「丁目」がつく町名をいうことを示唆するような表現であるものの、字句として「丁」がどのような意図で付け加えられているのかなど、市町村内の「町」との明確な違いなどは判然としない。
一方、「町丁」の語は、総務省がまとめる日本政府の統計において、市町村区内の区域を画する町や丁目を示していると考えられる用語として用いられる。例えば国勢調査では、おおむね市区町村内の△△町、〇〇2丁目、字□□などの区域に対応する地域を、平成7年国勢調査から「町丁・字等」として集計単位としているが、その説明に「町丁・字等」および「町丁」そのものの用語の説明は見られない。
町丁と似た用語に町丁目という語があるが、丁目を持たない単独の町と、丁目を含む町双方を含む町を明示的に示すもの（「町」と「丁目」を合わせた「町・丁目」の意味）として用いられる。
「町丁」の語は、単独で用いられる場合もごく一部の市区町村で見られるが、丁目（または丁）のつく町名（区画）を有する市区町村において、その区画ごとの人口を統計として示す時に「町丁別人口」などとして用いられることが多い。この場合、同義の語を「町丁目別人口」と表す市区町村もあり、丁目（または丁）のつく町名のない市町村などでは「町別人口」と表す例も見られる。

### 条丁目
条丁目あるいは条・丁目（じょうちょうめ）は、北海道における市街地区域の名称。基準となる道路に並行する道路により挟まれる区画を「○条」と、基準となる道路に直行する道路を基準として、その道路に並行する道路に挟まれる区画を「○丁目」とし、それら直行する道路による区画を「○条○丁目」と呼ぶ。
札幌市中心市街のものが代表的であり、東西の大通を基本とし、北（と南）に、北（南）1条、同2条とし、交差する道路区画は、創成川を基準として東（西）1丁目、同2丁目と数え、例えば「北2条東4丁目」などと表記される。また、区画については、60間（＝1町（約109メートル））となっている。
ただし、札幌市中心街で付される東西南北の方位は、必ずつけられるものではなく、都市によっては条・丁目に東西南北を欠き、単に1条1丁目などとする場合もある。基準となる道路は必ずしも東西道路とは限らず、東西方向が条、南北方向が丁目となる場合もある。
また、区画については、必ずしも60間ごとではなく、農村地帯が市街地化した場合には200間や300間ごとになったり、条・丁目が60間ずつにならない地域もある。

### 字
「町又は字」の字（あざ）は、町や村の中の一区画。大字（おおあざ）と小字（こあざ）とがある。

### 大字
大字（おおあざ）とは、市町村の中の土地区画の一つである字（あざ）の一つであり、その中にはいくつかの小字（こあざ）を含むことが多い。
明治22年（1889年）の市制町村制施行の際に、いくつかの町・村を合して成立した市町村の中の一区画として、従前の町・村の区画を大字としたことに端を発したものである。
市制町村制の際に単独1村で町村制を施行した町・村では、大字のない地域もみられる。

#### 大字の表記
個別の大字の名称は、全国的には「大字」の語を冠して「大字○○」と記したが、京都府内の市町村など一部では、明治22年の市制・町村制により合併し大字となったそれまでの町村の区域「○○町」「○○村」を「字○○」とし、現在もその記載が残る例も見られる。例えば、京都府乙訓郡の大山崎町は、明治22年の明治の大合併（町村制）において、円明寺村、大山崎庄、下植野村の3つの村により大山崎村として成立し、角川日本地名大辞典によれば円明寺、大山崎、下植野の大字を持つとされるが、それぞれの「大字」は「字円明寺」「字大山崎」「字下植野」と記される。
また、近年に至って、大字に含まれる「大字」の語を削除し「○○」のみを記載する例も多くなっており、土地の登記簿や住民票に記載される住所では「大字」が記載されるが、その「大字」を外して表記されることもあることから、例えば「△△市○○×番地」と記される住所からだけで「○○」が大字であるか、町であるかを判断することはできない。

#### 大字の変遷
大字は近世からの町・村（藩政村）がもとになる古くからの地縁を基にした土地区画であることから、大都市に周辺町村が編入される場合、大字（及び小字）の区画と名称を用いて、新たな町を設定する例がみられたほかは、概ね高度経済成長期までは、町村合併においても、名称を変更しつつも残される例が多かった。
昭和37年（1962年）に制定された「住居表示に関する法律」に基づき、街区方式の住居表示が施行された市町村では、住居表示により、従前「大字○○」の地域に「○○△丁目」という区画を置く場合、これを大字ではなく町として設置することが一般的である。
その時、「○○△丁目」の区域は「大字○○」の区域から外れることとなり、「大字○○」の全ての区域が住居表示区域になれば、その大字は消滅し廃止され、またそうでない場合も住居表示がなされない部分が「大字○○」として、不自然な形状、また極めて狭小な区画となって残されることもみられる。
このような住居表示の実施や、後述する合併などの機会に大字を町とする例などから、大字の数や面積は総じて減少しているといえる。

#### 町との関係
上述のように、大字を町に変更したり、大字から分離して町を設定したりする例から、大字と町の区域はおおむね重複しないことを踏まえ、後述のとおり「大字・町」を全国統一的な市区町村下の地域区分として用いる例がみられる。
ただし、大字と町は必ずしも排他的なものではなく、名古屋市千種区および名東区の「猪高町大字猪子石」では「猪高町」が「町」と位置付けられており、
また、2005年（平成17年）まで島根県邇摩郡にあった温泉津町においては、大字の前に、湯里、温泉津、福波、井田という名称の「町」を置いていたことが、合併に係る町・字の変更の告示から読み取ることができる
など町の下に大字を位置づける例外もあり、大字がある場合は大字が必ず市町村の一番大きなくくりでの行政区画である、というものではない。

#### 合併と大字の名称
市町村合併の際、従前の大字の名称「大字○○」に合併前の町村の名称「△△町」あるいは「△△村」をつけて、「大字△△○○」とする例が昭和の大合併時から見られる。また、合併時に「大字○○」を「○○町」に、また前述と併せて「△△○○町」と改称し、これを町とする例もある。（ただし、この「○○町」「△△○○町」について、「町」がついていても、それを大字と位置付ける場合もある。）
さらに、平成の大合併においては、合併前の町村の名称を「△△町」として、大字の前に残す例も見られる。この「△△町」については、「町または字」ではなく、その前に置かれる合併特例区や地域自治区の名称である場合もあるが、「△△町」を冠し、さらに「大字○○」の「大字」の語を削除した「△△町○○」を新たな大字の名称とする場合が多い。
ただし、この「△△町○○」がすべて大字という訳ではなく、町の名称とする場合（福岡県みやま市の例）や、町か大字かを明確にせず「町又は字」の名称とする例（大分県日田市の例）や、小字の名称まで含めたすべてを字として位置付け直す京都府南丹市のような例なども見られる。

### 小字
小字（こあざ）は、市町村の中の土地区画の一つである字（あざ）の一つである。
明治22年の市制・町村制の実施に際して行われた町村の合併（明治の大合併）にあたって、合併前の旧町村の名称を大字の名称として残したが、それに伴って従前の字を小字を称するようになった。そのため、単に字ともいう。

#### 小字の発祥
現在の小字は、地租改正にあたり全国的に実施された地押丈量（土地の付番作業及び調査・測量）により作成された「地租改正地引絵図」（切絵図・地籍図）の1枚ごとに採用された1つの小地名が、以降の字（町村制以降は小字）として確定され、継承されたものである。
その時の字（小字）については、江戸期の検地帳などに小名・下げ名・一筆書きなどといわれた耕地名などを基にしているが、それをおおよそ継承した地域がある一方、地域によっては代表的なものにまとめられたり、番号などを用いることにより、多くの字名が継承されなかった。
小字というとき、地租改正後の字だけでなく、その時に取り上げられなったものも指していうこともある。「小名」（こな）の語は、小字の同義語として辞書に示されるが、もっぱら地租改正前の字の名称を指す。

#### 小字の表記
個別の名称は「字〇〇」と表記されるのが通例であるが、京都府内においてはこれを「小字○○」と記す例がみられる。
近年では、「字〇〇」の「字」（あるいは「小字〇〇」の「小字」）の語を、市町村合併に伴う町又は字の名称の変更の際に削除する例もみられる。

#### 小字の廃止・非表示
地租改正時の地押丈量の際に当時の村（町村制後の大字）ごとに通しの地番を付した「一村通し」の地域では、地番による場所の特定に小字が不要であることから、小字そのものを廃止する例もみられる。一方、小字ごとに起番した「字別付番」の場合は地番による場所の特定に小字が必要であることから、小字が廃止されずに残っている。
前述の「一村通し」により地番がつけられ小字がなくても場所を特定できる場合、住民票や戸籍の住所については、小字を表記しない例が多い。
そのため、住民票などの「公式な住所」に小字が表記されていない場合でも、地方自治法に基づく字（小字）の廃止が行われていなければ、その住所の土地の登記簿には小字が記されている場合がある。
これは住居表示が施行されている区域でも同様であり、住居表示に伴う「町又は字」の変更において、大字あるいは町だけが変更され、小字の変更（廃止）を伴わない場合、土地の登記簿の大字あるいは町は変更されるが、小字は変更されずに残される。例として、滋賀県の草津市では住居表示において大字を変更して置いた町のみを変更したため、住居表示区域の上笠一丁目に「字骨コボス」という小字が残っていることが確認されている。

### その他

#### 地割
岩手県北部の「地割（ちわり）」もこの小字に相当するもので、これは地租改正事業の際、南部藩の検地単位に数字を充てて「第○地割」と表したものであり、その下に地番が付き、例えば（旧）西根町役場は「西根町大更第35地割62」と表示される。

#### 郷・触・名・免
長崎県では、近世から村内の小区域を単位として、郷（ごう）・触（ふれ）・名（みょう）・免（めん）などの特徴的な名称が用いられ、明治22年の市制・町村制以降も一部の市町村直下に「○○郷」「○○触」「○○名」「○○免」と表記される行政単位が用いられ、以下のような関係がある。
郷（ごう）
近世の大島・五島両藩において用いられ、東彼杵郡・西彼杵郡・南松浦郡の行政単位として用いられる。
触（ふれ）
近世の壱岐国（平戸藩）において免とともに用いられ、壱岐・石田両郡の行政単位として用いられる。
名（みょう）
近世の島原・佐賀両藩において用いられ、北高来郡・南高来郡・西彼杵郡の一部の行政単位として用いられる。
免（めん）
近世の平戸藩において用いられ、北松浦郡の行政単位として用いられる。

#### 通称地名・行政地名・法律地名
町・字などの行政地名（ぎょうせいちめい）に対し、俗称・旧称など住民に慣用されている地名を通称地名（つうしょうちめい）と称し、都市部において住居表示により住所として失われた町名や急速に発展した住宅地、郊外における行政区などに多くみられる。市町村によってはこれを行政地名と称し、前述の行政地名を法律地名と呼ぶ場合もある。

## 住所の表記における町・字
「町又は字」は、通称地名とは異なり、日本における公式な（住民票や土地の登記簿など公的な書類に記される）住所や土地の所在地を示すために用いられる土地区画である。
- 公式な住所や土地の所在地の表記に「町又は字」が含まれる場合、町、大字、小字、あるいはこれらを区別しない町又は字のいずれかが1つ以上含まれる[81]。
- 公式な住所や土地の所在地は、広い範囲を示す大きな区分から順に表記される[82]。そのため、町又は字がある場合、市区町村の名称及び地番（あるいは住居表示に関する法律の街区方式による住居表示の場合は街区符号・住居番号）の間に置かれる[81]。
- 明治の大合併時に字（小字）により区分される従前の村（または町）の区域を大字として残置した経緯から、大字は小字よりも広い範囲の（大きな）区分であり、住所や土地の所在地において大字は小字よりも先に表記される[81]。
- 明治の大合併時に、合併された従前の村（または町）の区域を大字とし、人口稠密な都市部の市の直下には町が大字とならず町としてそのまま位置づけられた[22]ことから、町と大字はほとんどの場合1つの区画に同時に存在しないが、例外もある。

### 町・大字・小字の判別
町の名称は「○○町」「○○（町）△丁目」、大字の名称は「大字○○」、小字の名称は「字○○」（まれに「小字○○」など）と表記されるのが基本であるため、そのような名称であればおおよそそれが町・大字・小字かは推測できるが、「○○町」と表記される内容を含む大字、「字○○」と表記する大字相当の区画など例外も多い。
また、「町」や「丁目」の字句が含まれなくても町と位置付ける例、「大字○○」の「大字」、「字○○」の「字」の字句を削除して「○○」とする例、さらに、公式な表記ではないものの「大字」や「字」の字が省略されている例など、単に住所に現れる名称だけで町か大字か小字を完全に判別することはできない。

### 大字・町と小字
住所や土地の所在地には町・大字・小字が一つずつ複数含まれる場合があり、そのときは、それらの中で広い範囲の区分から順に表記される。
大字と小字が同時に含まれる場合が多く、これは字により区画された従前の村（あるいは町）が明治の大合併時に大字として置かれたことによるものである。この場合、大字の下に小字が存在し、表記するときは大字を先に、小字を後に置く。
住居表示の実施などにより、大字を町に変更する例があることから、もともとの大字から変更された町の下に小字が存在する場合もある。ただし、大字と小字を町に変更した場合は、その町の範囲において、小字は廃止され、町又は字としては町のみが存在していることとなる。
「〇〇△丁目」といった「丁目」を持つものは、大抵の場合「〇〇△丁目」で1つの名前の町であるが、稀に「〇〇」が大字あるいは町の名称、「△丁目」が小字の名称という例もある。

#### 町と大字の併存
明治の大合併時に、合併された従前の村（または町）を大字とし、人口稠密な都市部の市の直下には町が大字とならず町としてそのまま位置づけられたことから、町と大字はほとんどの場合一つの区画に同時に存在しないが、例外もある。
例えば名古屋市の千種区・名東区には猪高町という市の中の町があるが、猪高町には、大字猪子石や大字一社、大字高針などの大字が含まれる。

### 町又は字の名称の中での階層
住所や土地の所在地が大きな区分から順に表記されることもあり、住所に現れるある町又は字の名称が「大きな区分の名称＋小さな区分の名称」を合成した名称（例えば「大字○○△△」や「○○△△町」）になっている場合がある。これは、市町村合併などにより、従前の市町村などに由来する名称を町や大字の名称の頭に追記した例、大字及び小字の名称により新たな町の名称を付けた例がみられる。
平成の大合併では、合併前の町村の名称を「○○町」として町や大字の名称の頭に追記する例があり、大字の場合は併せて「大字」の語を削除し「大字△△」を「○○町△△」と示す例が多くみられ、一部はこれを大字から町とする例もある。

### 住民票などの住所の表記
住民票の住所や戸籍の本籍においては、以下のような取り扱いがなされる場合がある。
- 小字がなくても場所が特定できる場合、小字を表記しない[74]。
- 漢数字を算用数字（アラビア数字）により表す[83]。

#### 大字なし
住民票などの公的な住所表記において、市町村の名称の直後が地番となり、町または字が記されない場合がある。
（例としては、岡山県の新庄村など）。ただしこのような場合でも、公的な住所表記として小字が省略されているだけで土地の登記簿には存在している場合があり、省略される小字を便宜的に用いて場所を表すことがある（例えば茨城県龍ケ崎市旧龍ケ崎町域）。また、利便性の面から大字のない区域に大字を新設しようとする愛媛県八幡浜市のような例もある。

#### 小字なし
住民票などの公的な住所表記において、「字○○」といった小字が見当たらない場合、以下のケースが考えられる。
1. 小字がそもそも無い、あるいは小字が廃止されたなどによって小字の区域が現存しない。
2. 土地の登記簿に小字の区域は残っているが、小字の名称を用いなくても場所の特定が可能なため住民票の住所では省略されている。
3. 小字の名称が表示されているが、「字」あるいは「小字」の語が小字の名称から削除されている。

#### 丁目の数字
「○○△丁目」という住所があるとき、大抵の場合、「○○△丁目」で一つの名前の町であり、丁目の数字は漢数字が正式である場合が多いが、そのような場合でも住民票の住所などにおいては丁目の数字を算用数字（アラビア数字）で示す市町村もある
。

### 自治体名と町・字名の間に記されるもの
通常、自治体（特別区を含む）名の直後に、町又は字が来るが、政令指定都市の場合、区（行政区）を自治体と町又は字の間に表記する。
また、合併特例区や合併特例による地域自治区も同様に自治体と町又は字の間に表記するが、2023年時点では、合併特例による地域自治区のみが存在する。（石狩市、香美町、奄美市など。地域自治区の名称は「○○区」が多いが、奄美市は、地域自治区名として「○○町」と「町」がつく。）
姫路市には「○○区○○町」という住所があるが、これは東京都や政令指定都市の区などとは異なり、1946年3月に周辺市町村を編入した際に、合併した町村の名称に区をつけて設定した町の名称の一部である。そのため、これらの区は姫路市の町名一覧表でも、町の名称の一部として扱われている。

## 地域区分としての利用
町と大字は、もともとの成立経過が異なるが、住所を表すにあたっての、市町村（あるいは区）の次に示される区分であることから、以下のように全国を網羅する市町村内の地域区分として一括りにして用いられる。
なお大字と町は、日本国内に15万以上あり、日本のすべての大字と町を五十音順に並べると、先頭になるのはアークス（長野県長野市）である。

### 国勢調査
国勢調査においては、平成2年国勢調査の際に導入された地域単位である基本単位区に付された9桁のコードのうち、先頭6桁のコードが同じ基本単位区を合わせた地域を「町丁・字等」として集計している。これは平成7年国勢調査で初めて導入された地域区分であり、「おおむね市区町村内の△△町、〇〇2丁目、字□□などの区域」に対応するとしている。ただし「町丁・字等」の用語中の「町丁」の語が何を表すものであるかの説明は見られない。

### 郵便番号
平成10年（1998年）2月に導入された7桁の新郵便番号では、郵便番号の設定範囲として、「町域」を「町の名称から○丁目を除く部分、及び大字の区域」としたうえで、この町域を単位として郵便番号を設定している。なお、小字または通称には原則として設定していないとする。

### 国土行政区画総覧
国土地理協会が発行する『国土行政区画総覧』では、全国の大字・町名から小字・通称まで、人の住んでいる行政地名30余万件を収録しているとするが、この『国土行政区画総覧』では、その立項単位を「大字・町名」としている。

## 町・字に関する行政処分

### 地方自治法施行以前
1881年（明治14年）9月22日に太政官によって発令された各地ニ唱フル字ハ漫ニ改称変更スル勿ラシム（明治14年太政官達第83号）では、古来からの伝来、土地争訟の審判、歴史の考証、地誌の編纂に最も要用なものであるとして、原則として改称や変更を認めず、名称及び区域の変更を行う場合は内務省への伺いが必要と定められた。

各地ニ唱フル字ノ儀ハ其地固有ノ名稱ニシテ往古ヨリ傳來ノモノ甚多ク土地争訟ノ審判歴史ノ考證地誌ノ編纂等ニハ最モ要用ナルモノニ候條漫ニ改稱變更不致様可心得此旨相達候事
　但實際巳ムヲ得サル分ハ時々内務省ヘ可伺出事
— 各地ニ唱フル字ハ漫ニ改称変更スル勿ラシム（明治14年太政官達第83号）
1889年（明治22年）4月1日に施行された市制・町村制に伴い、実施された明治の大合併の際には、内務省訓令第352号により旧来の村の区域は大字の区域として残存することができると定められた。
1944年（昭和19年）3月11日に施行された市町村ノ區域内ニ於ケル町又ハ字ノ名稱又ハ區域ノ設定又ハ變更ニ關スル件（昭和19年勅令第119号）によって、特別の事情がある場合は市町村長（東京都の区は区長）は、市町村会（東京都の区は区会）に諮り地方長官の許可を得て地方長官が告示することで、市町村内の町・字の名称・区域設定・区域変更ができるようになった。また、御料地に関わる変更や耕地整理・土地区画整理事業、公有水面埋立により変更が必要となる場合は関係市町村会の意見を徴して地方長官が処分できることとなっていた。また、前述の明治14年太政官達第83号は廃止された。

特別の事情ニ因リ必要アル場合ニ於テハ市町村長ハ市町村會ニ諮リ地方長官ノ許可ヲ得テ市町村ノ區域内ニ於ケル町又ハ字ノ名稱又ハ區域ヲ設ケ又ハ變更スルコトヲ得
前項ノ場合ニ於テ當該處分ガ御料地ニ屬スル地域ニ係ルモノナルトキ又ハ耕地整理若ハ土地區劃整理ノ施行又ハ公有水面ノ埋立ノ爲必要ヲ生ジタルモノナルトキハ前項ノ規定ニ拘ラズ地方長官ニ於テ關係市町村會ノ意見ヲ徴シテ之ヲ處分ス
前二項ノ規定ニ依ル處分ヲ爲シタルトキハ市町村長又ハ地方長官ハ直ニ之ヲ告示スベシ
東京都ノ區ノ存スル區域ニ對スル前三項ノ規定ノ適用ニ付テハ市町村、市町村長又ハ市町村會トアルハ各區、區長又ハ區會トス
— 市町村ノ區域内ニ於ケル町又ハ字ノ名稱又ハ區域ノ設定又ハ變更ニ關スル件（昭和19年勅令第119号）

### 地方自治法施行から2012年3月まで
町・字の区域や名称変更についてはこれまで市制・町村制などの法律とは別に太政官達や勅令で定められていたが、町・字は地方公共団体と密接な関係があることから、日本国憲法下における地方公共団体の統一法典である地方自治法に定めることとなった。
2012年3月31日までは当該市町村議会の議決を経て、市町村長は都道府県知事への届出を行い、都道府県知事がこれを告示することにより効力を生ずることとなっていたが、地域の自主性及び自立性を高めるための改革の推進を図るための関係法律の整備に関する法律（平成23年法律第105号）の施行による地方自治法の改正により、市町村長が直接処理することとなった。改正前の条文は以下のとおりである。

第二百六十条 政令で特別の定をする場合を除く外、市町村の区域内の町若しくは字の区域をあらたに画し若しくはこれを廃止し、又は町若しくは字の区域若しくはその名称を変更しようとするときは、市町村長が当該市町村の議会の議決を経てこれを定め、都道府県知事に届け出なければならない。
２　前項の規定による届出を受理したときは、都道府県知事は、直ちにこれを告示しなければならない。
３　第一項の規定による処分は、政令で特別の定めをする場合を除くほか、前項の規定による告示によりその効力を生ずる。
—地方自治法（2012年4月1日改正前）
また、本土復帰前のアメリカ合衆国統治下の沖縄でも日本の地方自治法と同等の条項を有する市町村自治法が施行されており、琉球政府行政主席による告示により効力を生じていた。

### 2012年4月以降
地域の自主性及び自立性を高めるための改革の推進を図るための関係法律の整備に関する法律（平成23年法律第105号）による改正後の地方自治法第260条は町若しくは字について以下のように規定している。

第二百六十条 市町村長は、政令で特別の定めをする場合を除くほか、市町村の区域内の町若しくは字の区域を新たに画し若しくはこれを廃止し、又は町若しくは字の区域若しくはその名称を変更しようとするときは、当該市町村の議会の議決を経て定めなければならない。
２　前項の規定による処分をしたときは、市町村長は、これを告示しなければならない。
３　第一項の規定による処分は、政令で特別の定めをする場合を除くほか、前項の規定による告示によりその効力を生ずる。
—地方自治法（2012年4月1日改正後）
町若しくは字の区域を新たに画し若しくはこれを廃止し、又は町若しくは字の区域若しくはその名称を変更するときは、政令に特別の定めをする場合を除き、当該市町村議会の議決を経て、市町村長がこれを告示することにより効力を生ずる。町若しくは字に関する行政処分は以下のようなものがある。
- 区域の画定
- 区域の廃止
- 区域の変更
- 名称の変更
- 区域の変更及び画定

上記の行政処分は主に土地改良事業、土地区画整理事業、住居表示、国土調査（地籍調査）を実施した場合や、公有水面埋立により新たに土地が生じた場合、市町村の廃置分合、市町村の境界変更などがあった場合に行われることが多い。